# 香芝市立五位堂小学校
香芝市立五位堂小学校（かしばしりつ ごいどうしょうがっこう）は、奈良県香芝市五位堂二丁目にある公立小学校。

## 沿革
- 1874年（明治7年）2月 - 五位堂村立の尋常小学校として創立される。
- 1877年（明治10年）10月 - 鎌田村、良福寺村、瓦口村、別所村の村立小学校が本校に合併される。
- 1912年（明治45年）4月 - 高等科を置き、五位堂村立五位堂尋常高等小学校と改称する。
- 1941年（昭和16年）4月 - 国民学校令により、五位堂国民学校と改称する。
- 1947年（昭和22年）4月 - 五位堂村立五位堂小学校と改称する。高等科は中学校として併置。
- 1949年（昭和24年）7月 - 中学校を廃止。小学校のみの設置となる。
- 1956年（昭和31年）4月 - 町村合併により香芝町が誕生。それにより香芝町立五位堂小学校と改称する。
- 1991年（平成3年）10月 - 市制施行により、香芝市立五位堂小学校と改称する。

## 制服
- 冬服：男子は薄茶色のカッターシャツに茶色の半ズボン。女子は薄茶色のブラウスに茶色の吊りスカート。その上に茶色のイートン型（ダブル）ブレザーを着用（男女共通）。（ただし最近は、防寒上の理由から長ズボン（ジャージ）を着用する児童が多い）
- 夏服：男子は半袖の白いカッターシャツに半ズボン。女子は白いブラウスに吊りスカート。

## 交通
- 近鉄大阪線五位堂駅南口から南へ徒歩約10分
- JR和歌山線JR五位堂駅北口から北へ徒歩約15分

## 通学区域が隣接している学校
- 香芝市立真美ヶ丘東小学校
- 香芝市立真美ヶ丘西小学校
- 香芝市立下田小学校
- 香芝市立三和小学校
- 香芝市立鎌田小学校
- 大和高田市立陵西小学校